# Zsch
Zsch – tetragraf występujący w języku niemieckim i odpowiadający polskiemu „cz”. Występuje wyłącznie na początku wyrazów. Współcześnie nie jest używany. Zachował się jedynie w nazwach własnych, jak np. w nazwach niemieckich gmin (Zschorlau, Zschepplin, Zschopau) oraz rzeki Zschopau.